# Alischer Latifsoda
Alisher Latifsoda (tadschikisch Алишер Латифзода, russisch Алишер Джураевич Латиф-Заде Alischer Dschurajewitsch Latif-Sade, englisch Alisher Latif-Zade; * 2. Juni 1962 in Duschanbe, Tadschikische SSR) ist ein tadschikischer Komponist.

## Leben
Latifsoda studierte nach einer Violin- und Kompositionsausbildung von 1980 bis 1985 am Moskauer Konservatorium bei Alexander Pirumow. Nach Abschluss des Studiums wurde er Mitglied des sowjetischen Komponistenverbandes. International bekannt wurde er mit der Orientalischen Skizze für Saxophon und Klavier, die 1989 bei den Konzerten tadschikischer Komponisten in Schwedt und Angermünde uraufgeführt wurde. Im gleichen Jahr wurde beim Festival junger Komponisten aus der UdSSR und den USA in Kislowodsk seine Humoresque für Bläserquintett gespielt.
Seit dieser Zeit gehören Latifsoda Werke zum Repertoire von internationalen Musikwettbewerben und Konzerten in Europa, den USA, Zentral- und Ostasien und Australien. 1990 besuchte er einen Kurs der Internationalen Bachakademie Stuttgart. Von 1993 bis 2003 lebte er in Usbekistan und unterrichtete am Konservatorium Taschkent Arrangement, Improvisation und Partiturlesen. 2003 wurde er als Lehrer für Komposition, Musiktheorie und Orchestration an das Nationalkonservatorium von Kasachstan eingeladen. Seit 2004 lebt er in den USA.
Seit 2000 beteiligt sich Latifsoda an Yo-Yo Mas Silk Road Project, für das er zwei Stücke komponierte. Sein Werk umfasst die unterschiedlichsten Genres vom Lied bis zur Sinfonie und vom Klavierstück über Kompositionen für Jazzensemble bis zu solchen für doppeltes Sinfonieorchester. Stilistisch verbindet er tadschikische Musik mit Jazz und Neuer Musik.

## Werke
- Humoresque für Bläserquintett, 1986
- Oriental Sketch für Saxophon und Klavier, 1989
- Monologue-Fantasy für Flöte solo, 1989
- Apocalypse für 21 Perkussionisten, 1991
- Cross and Crescent, Trio, 1997
- Do not weep, Elegie für zwei Gitarren, 2001
- Liber Scriptus für Klavier und Kammerorchester, 2001
- Tolerance für Orchester und Tonband, 2002
- Al Zikr für Klavier und Kammerorchester, 2002
- Circles of time, Oktett, 2003
- Heaven’s Voice für Sopran und Tonband, 2004
- Humoresque für Flötenchor, 2005